# Wollaston (Northamptonshire)
Pour les articles homonymes, voir Wollaston.
Wollaston est un village et une paroisse civile du Northamptonshire, en Angleterre. Il est situé à une vingtaine de kilomètres à l'est de la ville de Northampton. Administrativement, il relève de l'autorité unitaire du North Northamptonshire. Au recensement de 2011, il comptait 3 491 habitants.
Il abrite la réserve naturelle de Summer Leys.